# Шкабрня
Шкабрня (хорв. Škabrnja) — населений пункт і громада в Задарській жупанії Хорватії.

## Населення
Населення громади за даними перепису 2011 року становило 1 776 осіб. Населення самого поселення становило 1 413 осіб.
Динаміка чисельності населення громади:
Динаміка чисельності населення центру громади:

## Населені пункти
Крім поселення Шкабрня, до громади також входить Пркос.

## Клімат
Середня річна температура становить 14,03 °C, середня максимальна – 28,43 °C, а середня мінімальна – -0,10 °C. Середня річна кількість опадів – 892 мм.
| Клімат поселення                              | Клімат поселення | Клімат поселення | Клімат поселення | Клімат поселення | Клімат поселення | Клімат поселення | Клімат поселення | Клімат поселення | Клімат поселення | Клімат поселення | Клімат поселення | Клімат поселення | Клімат поселення |
| Показник                                      | Січ.             | Лют.             | Бер.             | Квіт.            | Трав.            | Черв.            | Лип.             | Серп.            | Вер.             | Жовт.            | Лист.            | Груд.            |                  |
| Середній максимум, °C                         | 10,46            | 11,52            | 14,38            | 17,49            | 22,19            | 25,93            | 28,43            | 28,04            | 24,06            | 19,74            | 13,92            | 11,00            |                  |
| Середня температура, °C                       | 5,18             | 6,24             | 9,09             | 12,20            | 16,91            | 20,64            | 23,91            | 23,53            | 19,53            | 15,21            | 9,42             | 6,48             |                  |
| Середній мінімум, °C                          | −0,1             | 0,96             | 3,79             | 6,92             | 11,63            | 15,35            | 19,40            | 19,01            | 15,02            | 10,70            | 4,90             | 1,96             |                  |
| Норма опадів, мм                              | 74               | 65               | 70               | 75               | 67               | 57               | 34               | 51               | 97               | 105              | 105              | 92               |                  |
| Середньомісячна швидкість вітру, м/с          | 2.44             | 2.58             | 2.80             | 2.72             | 2.36             | 2.17             | 2.20             | 2.05             | 2.19             | 2.28             | 2.75             | 2.67             |                  |
| Середньомісячна сонячна радіація, кДж/м²·день | 5014             | 7725             | 11350            | 16159            | 20321            | 22553            | 24165            | 21080            | 15521            | 9868             | 5444             | 4294             |                  |
| --------------------------------------------- | ---------------- | ---------------- | ---------------- | ---------------- | ---------------- | ---------------- | ---------------- | ---------------- | ---------------- | ---------------- | ---------------- | ---------------- | ---------------- |
| Джерело:                                      |                  |                  |                  |                  |                  |                  |                  |                  |                  |                  |                  |                  |                  |